# Mlakovečki
| Mlakovečki          | Mlakovečki                    |
| ------------------- | ----------------------------- |
|                     |                               |
| Staat               | Kroatien, Habsburgermonarchie |
| Stammhaus           | Mlakovečki                    |
| Gründung            | 16. Jahrhundert               |
| Ethnizität          | ungarisch                     |
| Gründer             | Ivan Mlakovečki               |
| Aktuelles Oberhaupt | ausgestorben                  |
|                     |                               |

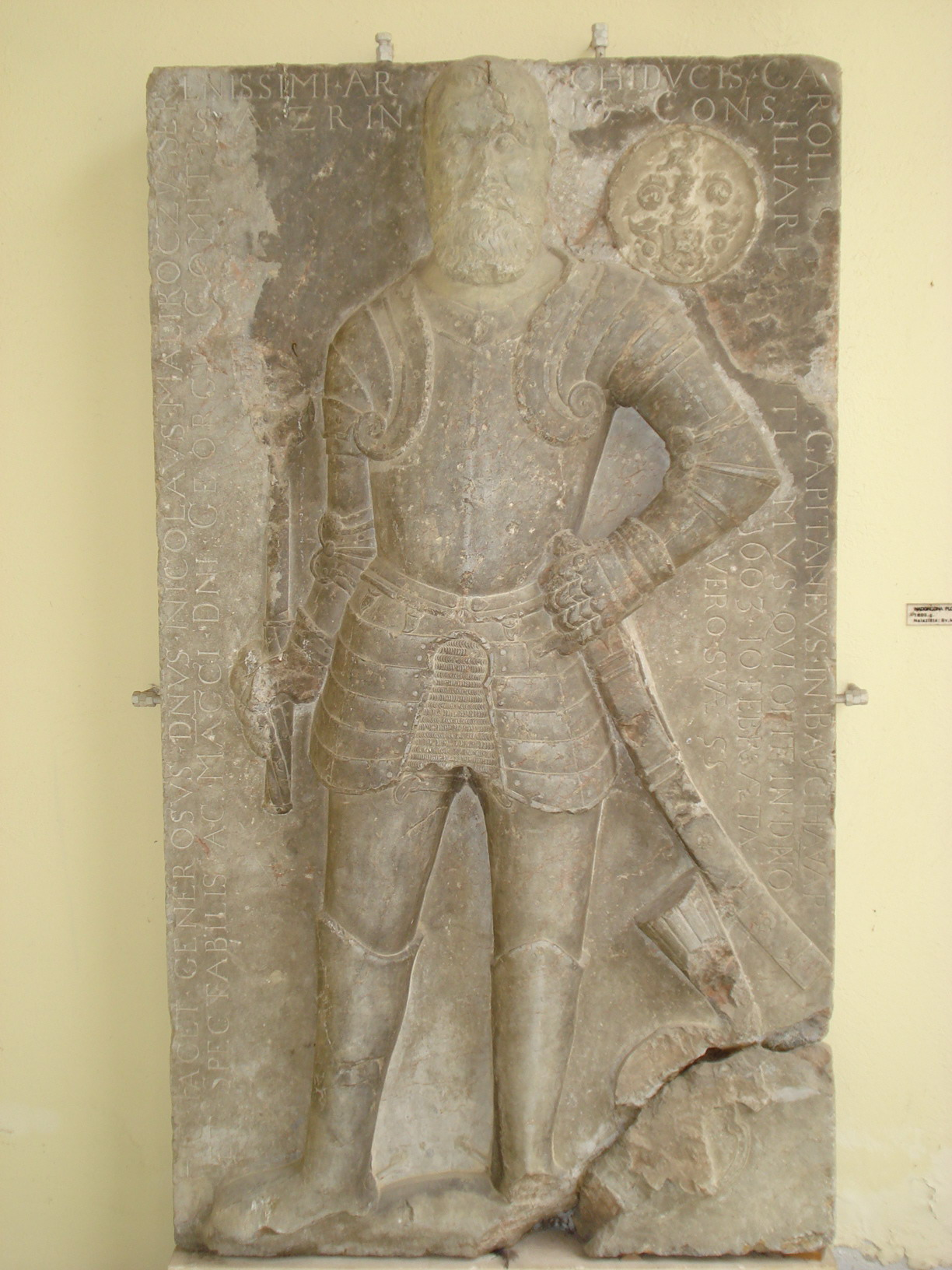
Grabplatte des Nikola I. Mlakovečki (* 1547; † 1603) im Museum von Međimurje in Čakovec

Mlakovečki (deutsch Mlakowetschki; ungarisch Malakóczi, Malakóczy, Malikoczy) ist der Name eines kroatischen Adelsgeschlechts, das ursprünglich aus Ungarn stammt und ihren Höhepunkt im 16. und 17. Jahrhundert erreichte. Die Mitglieder des Geschlechts wurden durch den Eheverbindungen mit der bedeutenden und einflussreichen Adelsfamilie Zrinski aus dem Norden Kroatiens verbunden, sowie in mehrere staatliche und militärische Dienstgrade berufen.

## Geschichtlicher Überblick
In der Region Međimurje wurden die Angehörigen des Geschlechts in den schriftlichen Quellen seit der ersten Hälfte des 16. Jahrhunderts erwähnt. Am 4. April 1540 verkaufte Gašpar Ernušt das ganze Gut Jurovec bei Sveti Martin na Muri an Ivan (Simonić) Mlakovečki. Kroatisch-ungarischer König Ferdinand I. von Habsburg bestätigte das später noch zweimal, 1552 und 1554. Diese Tatsache ist wichtig, denn sein Nachbar und der Besitzer des größten Teils Međimurjes war damaliger (von 1542 bis 1556) Ban (Vizekönig) von Kroatien Nikola Šubić Zrinski, der berühmtester und mächtigster kroatischer Adliger seiner Zeit.
Ivans Nachfolger Nikola I. Mlakovečki (* 1547; † 1603) hatte sehr gute Beziehungen zum Juraj Zrinski, dem Sohn des kroatischen Bans. Beide konvertierten zum Protestantismus und verbreiteten es zusammen. Nikola I. kaufte einige zusätzliche Gutshöfe vom Zrinski und erweiterte sein Eigentum im Norden Međimurjes, einschließlich Gradiščak, Lapšina, Bukovje, Vratišinec, Novakovec und Žabnik. Er selbst war bekannt als sehr robuste und kräftige Person und diente als Befehlshaber der militärischen Einheiten im Süden Ungarns in den zahlreichen Schlachten gegen die Türken. Nach seinem Tod wurde er in Sveti Martin na Muri beigesetzt und seine Grabplatte ist bis heute erhalten geblieben; sie befindet sich im Museum von Međimurje in Čakovec.
Nikola II. Susedgradski (von Susedgrad), Sohn des vorigen, wurde Freiherr und erwarb neue Besitze. Er war Herr von Susedgrad bei Zagreb, eine der wichtigsten Burgen in Zentralkroatien, und galt als der reichste und angesehenste Adliger protestantischer Glaubens. Nach dem Tod des jungen kroatischen Ban Juraj V. Zrinski 1626 im Militärlager bei Pressburg, heiratete Nikola II. dessen Witwe Magdalena (geb. Széchy). Er wurde 1641 in einem Brief von zagreber Bischof Benedikt Vinković erwähnt, wo der Bischof bat den Freiherrn auf den Protestantismus zu verzichten und zum Katholizismus  zurückzutreten, was aber blieb erfolglos.
Neben Susedgrad und kleinere Besitze in Međimurje, die Familie besaß noch die Herrschaften Opeka, Oroslavje und Stubički Golubovec. Der letzte Mlakovečki, Nikola III., wurde letztmals 1667 erwähnt, und später gab es keine Angaben über sie.

## Wappen
Blasonierung: In Blau auf grünem Hügel aus goldener Krone wachsender Löwe. Kleinod: der Löwe.

## Burgen und Schlösser
Das Adelsgeschlecht Mlakovečki eine Reihe der Burgen und Schlösser im damaligen Kroatien besaß, meistens in Nordgebieten, unter anderen die Burgen Lapšina und Susedgrad, sowie die Schlösser Opeka und Donje Oroslavje.

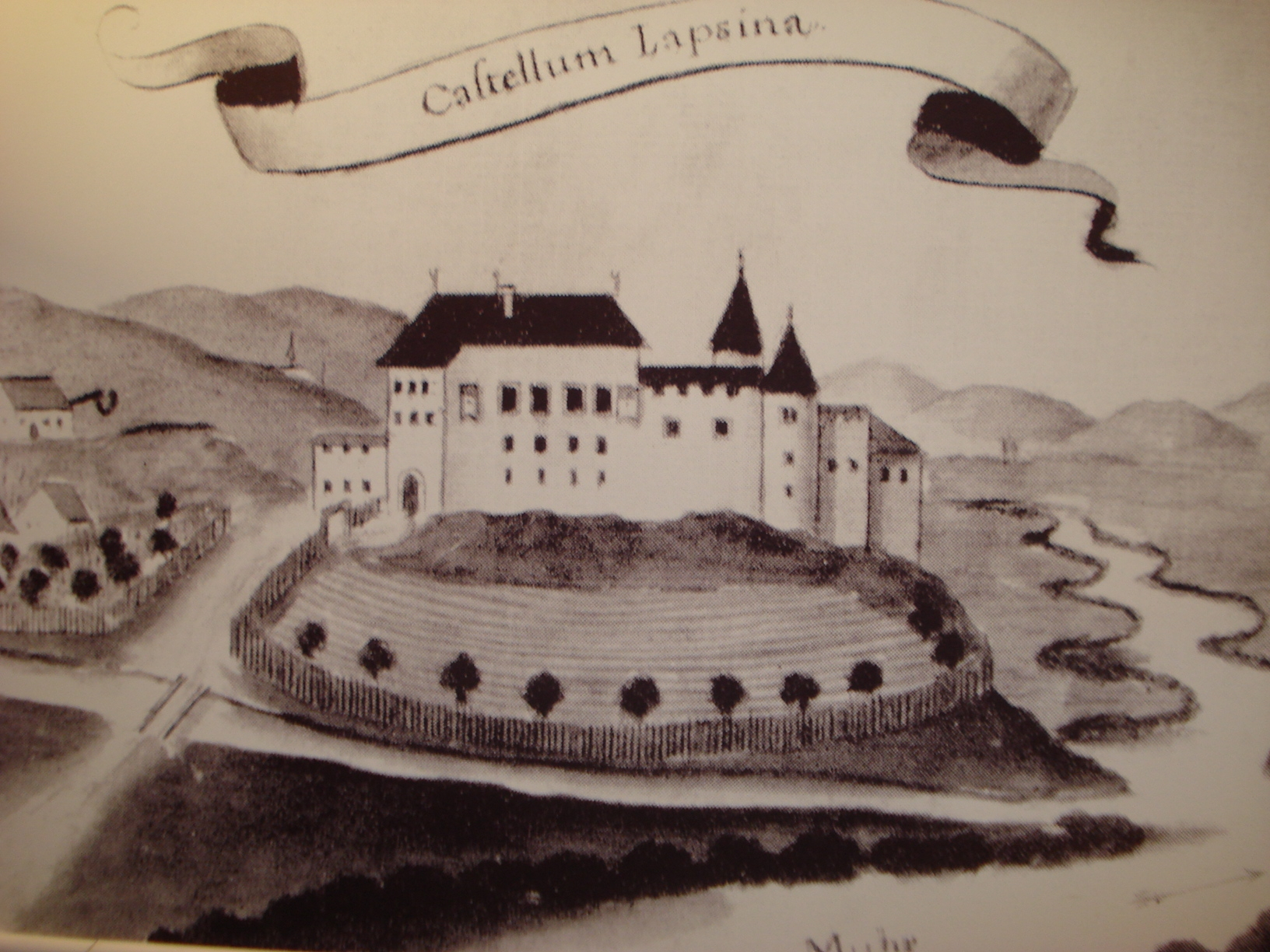
Burg Lapšina
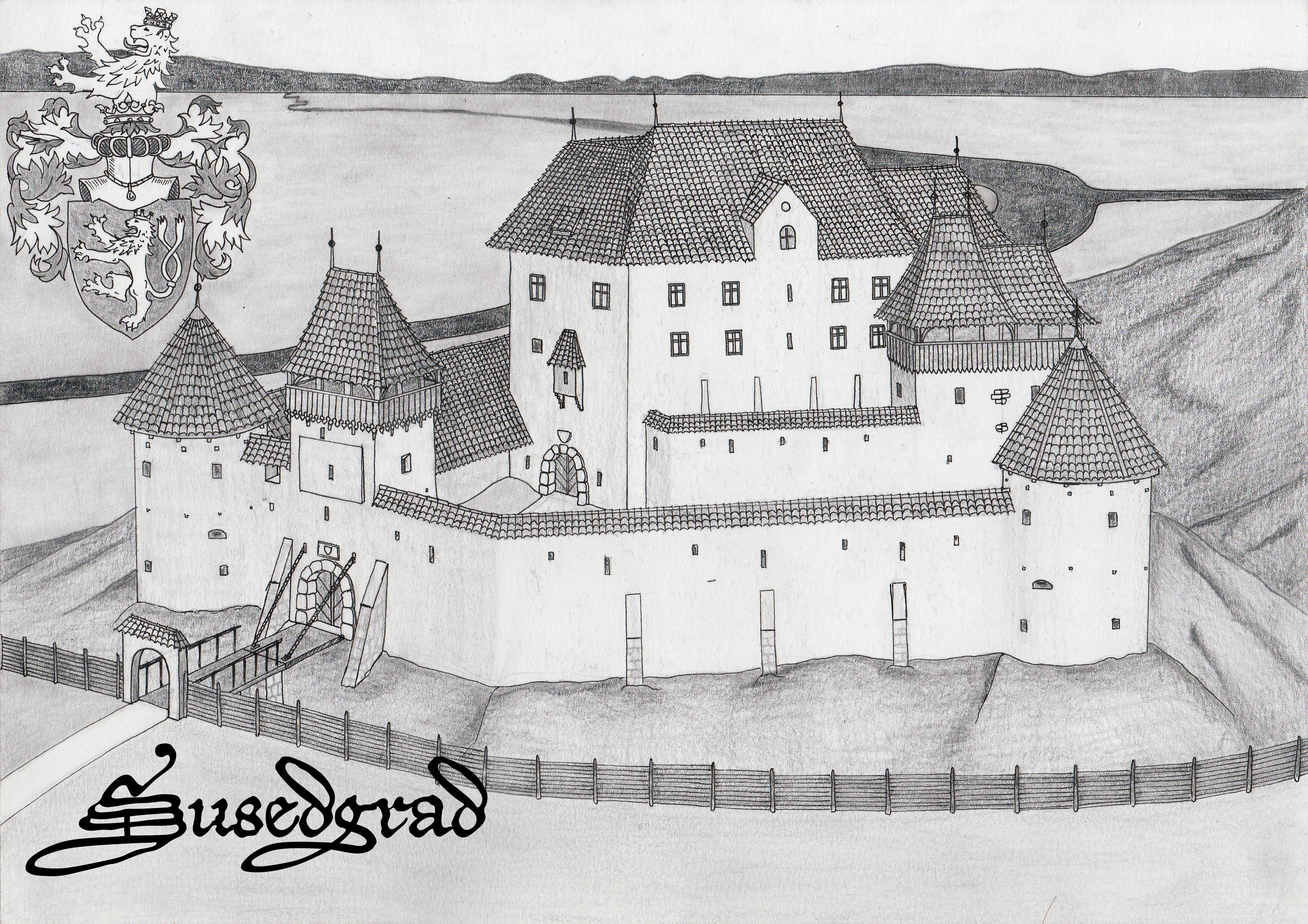
Burg Susedgrad
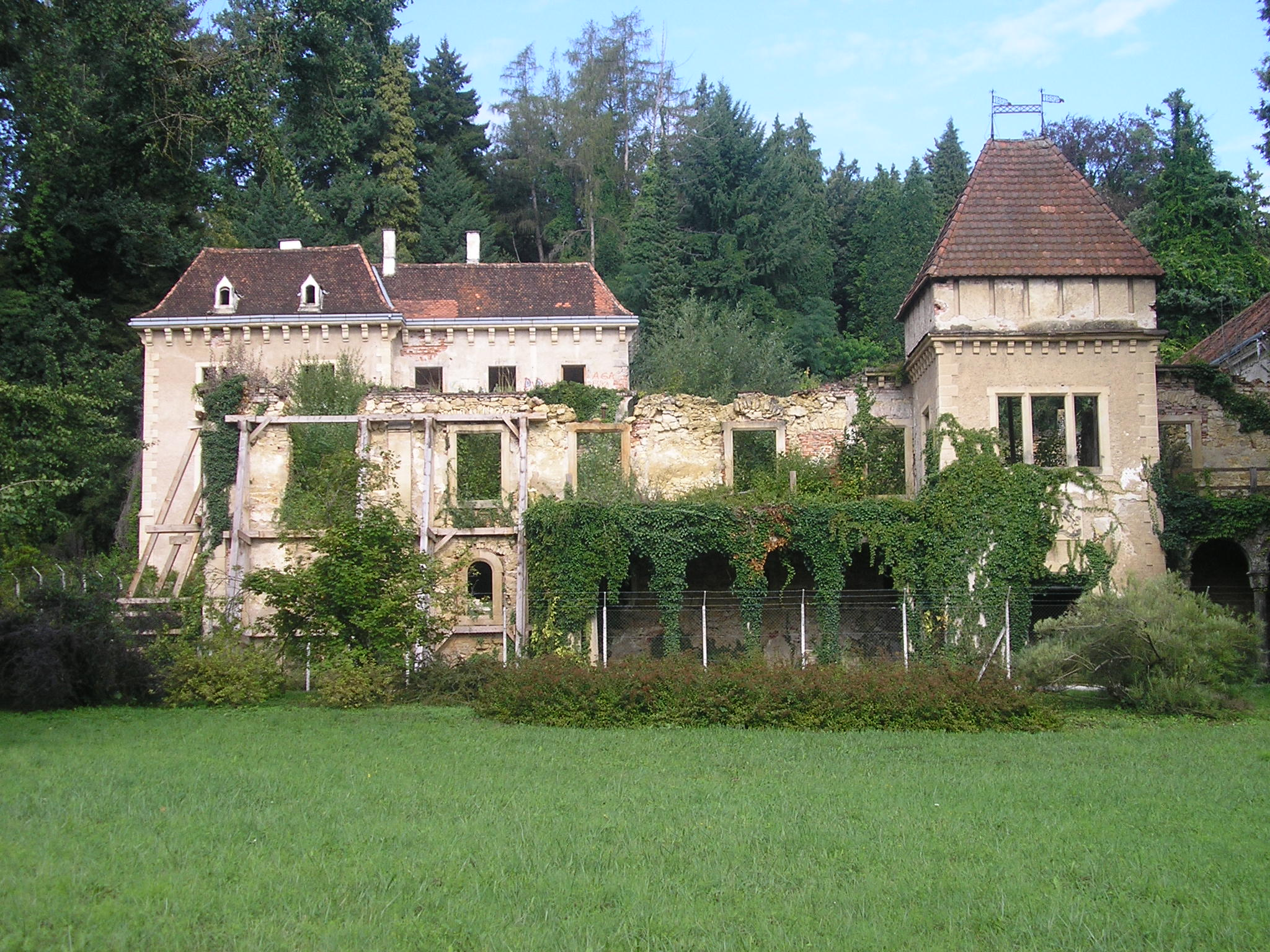
Schloss Opeka